# Сіяново
Сія́ново (рос. Сияново) — присілок складі Спаського району Пензенської області, Росія.
Населення — 7 осіб (2010; 10 у 2002).
Національний склад станом на 2002 рік:
- росіяни — 90 %